# Porzellanfabrik Galluba & Hofmann

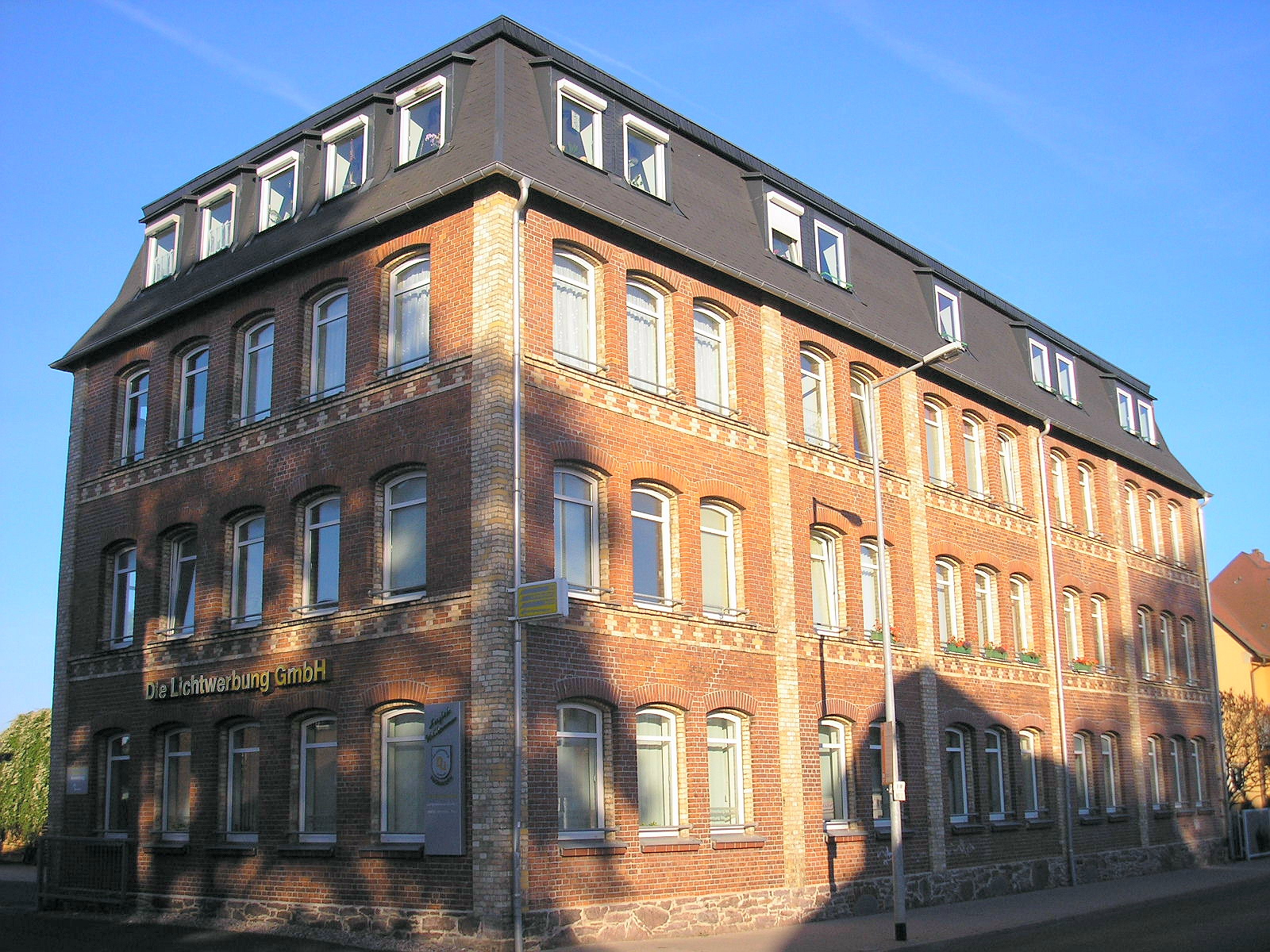
Verwaltungsgebäude der Porzellanfabrik

Die Porzellanfabrik Galluba & Hofmann war ein deutscher Porzellanhersteller, der von 1888 bis zur Weltwirtschaftskrise 1929 in Ilmenau in Thüringen verschiedenste Porzellanartikel produzierte.

## Geschichte

### Gründung des Unternehmens
Die Porzellanfabrik wurde am 6. Juni 1888 am Amtsgericht in Ilmenau unter dem Namen Porzellanfabrik und Keramisches Kunstinstitut Bernhard Küchler & Co. von Theodor Wilhelm Bernhard Küchler und zwei weiteren Teilhabern im Handelsregister angemeldet. Sie ging aus dem am 11. Oktober 1887 im Handelsregister registrierten Unternehmen Keramisches Kunst-Institut Bernh. Küchler hervor. Der Gründer Theodor Wilhelm Bernhard Küchler war eigenständiger Kaufmann, Zeichenlehrer sowie Porzellanmaler aus Ilmenau und u. a. zeitweise im Ilmenauer Gewerbeverein führend aktiv. In den schwierigen und verlustreichen Anfangsjahren wechselten mehrfach die hinzugenommenen Teilhaber sowie die am Amtsgericht registrierten Namen des Unternehmens. Durch den Eintritt des Färbereifabrikanten Georg Hofmann aus Königsee und Gottlob Kummer aus Ilmenau erhielt die Fabrik schließlich am 3. Oktober 1890 offiziell den Namen Bernhard Küchler & Co.
Sitz des Unternehmens wurde ein Areal nördlich der Langewiesener Straße direkt am Bahnhof Ilmenau gegenüber der damaligen Laderampe, getrennt nur durch einen Weg. Den Produktionsschwerpunkt bildeten in dieser Zeit „Figuren in Verbindung mit Jardinièren und in Verbindung mit Leuchtern mit reichem Blumenbelag, Apothekerbüchsen, Küchenartikel, aber auch schon Tiere und kleine Tierfamilien“. Bereits kurz nach der Gründung erlebte die Fabrik einen raschen Aufschwung, sodass sie innerhalb der ersten zwei Jahre bereits 75 Mitarbeiter beschäftigte.

### Porzellanfabrik Galluba & Hofmann 1891 bis 1929
Am 10. Juli 1891 trat der Kaufmann Hugo Galluba, der zuvor Prokurist bei der Ilmenauer Porzellanfabrik (Henneberg) war, als Gesellschafter in das Unternehmen ein. Zeitgleich verließ der Gründer Bernhard Küchler das Unternehmen, das nun zusammen mit dem einzigen noch verbliebenen Teilhaber Georg Hofmann unter dem Namen Galluba & Hofmann fortgeführt wurde. Georg Hofmann beendete binnen eines Jahres am 24. Juni 1892 seine Beteiligung. An dessen Stelle traten Adolf Klett aus Ilmenau und der aus Werdau stammende Kaufmann Alfred Hermann Teufel, die beide Besitzer der Ilmenauer Porzellanmalerei Schumann & Klett waren. Letzterer verblieb bis zu seinem Tod im Jahre 1930 als Gesellschafter im Unternehmen, während Gustav Klett 1896 seine Beteiligung beendete. Mit der personellen Neuausrichtung im Jahr 1891 nahm die Fabrik einen rasanten Aufschwung, der die Mitarbeiterzahl von 100 im Jahr 1891 auf über 500 im Jahr 1897 stetig wachsen ließ. Das Unternehmen war regelmäßig auf der Leipziger Messe vertreten und beteiligte sich an großen Ausstellungen im In- und Ausland. Einen ersten Erfolg erzielten Galluba & Hofmann im Jahre 1894 auf der Weltausstellung in Antwerpen mit der Anerkennung Medaille de Bronce. 1897 erhielt das Unternehmen auf der Sächsisch-Thüringischen Industrie- und Gewerbeausstellung in Leipzig eine Auszeichnung in Gold, was die großherzogliche Familie von Sachsen-Weimar-Eisenach veranlasste, die Fabrik mehrfach zu besuchen und sich dort mit verschiedenen Schmuckporzellanen einzudecken. Im Jahr 1900 nahm die Porzellanfabrik an der Weltausstellung in Paris teil, auf der eine von ihr produzierte, kunstvoll verzierte Porzellanuhr die Auszeichnung Mention honorable erhielt. Diese Auszeichnung steigerte den Absatz von Galluba & Hofmann-Produkten in Frankreich nochmals. Im Jahre 1906 vertraten sie als Mitglied des Kunstgewerbevereins Weimar das Großherzogtum Sachsen-Weimar-Eisenach, unter Leitung von Henry van de Velde, auf der Dritten Deutschen Kunstgewerbeausstellung Dresden. Hier stellten sie Porzellane unter ihrem Warenzeichen Marmorzellan (R.W.Z.R. Nr. 79179) nach Entwürfen von Henry van de Velde aus. Dieses Warenzeichen war von Mai 1905 bis November 1915 im Reichswarenzeichenregister registriert. Die Marmorporzellane wurden mit dem unternehmenseigenen, patentamtlich geschützten Verfahren zur Herstellung matter farbiger Verzierungen auf Gegenständen und Porzellan gefertigt (Deutsches Reichspatent Nr. 179562). Erstmalig präsentierten sie diese Neuheit auf der Michaelismesse in Leipzig 1905. Im Jahre 1907 bewarb das erfolgreiche Unternehmen in einem Inserat im Mess-Adressbuch der Leipziger Michaelis-Messe bereits „Über 6.000 gangbare Muster“. 1911 folgte eine Beteiligung an der regelmäßig stattfindenden Grossen Berliner Kunstausstellung.
Einen Rückschlag erlitt das Unternehmen, als Mitte Februar des Jahres 1916 Hugo Galluba nach langer Krankheit verstarb. Seine verwitwete Ehefrau Olga Galluba geb. Greiner wurde dessen Nachfolgerin. Der gerade 25-jährige Sohn Max erhielt Einzelprokura. Die Blütezeit der Fabrik endete mit dem Ersten Weltkrieg, in dessen Folge die Absatzmärkte Frankreich und USA wegbrachen. Man war dort nicht weiter an deutschem Porzellan interessiert. So setzte in den 1920er Jahren ein langsamer Abstieg ein. Nach dem Tod von Olga Galluba im Februar des Jahres 1925 übernahm Max Galluba, neben Alfred Hermann Teufel, die Führung der Porzellanfabrik.
Die Weltwirtschaftskrise gab dem Unternehmen endgültig den Todesstoß. Zum Oktober 1929 wurde der gesamten Belegschaft gekündigt und die Porzellanproduktion stillgelegt. Den Inhabern war es nicht gelungen, ihre Produkte auf dem heimischen Markt zu etablieren. Es wurden Maschinen, Utensilien, Waren und Vorräte verkauft, um die bestehenden Verbindlichkeiten voll auszugleichen. Bis zum endgültigen Aus der Porzellanproduktion wurden um die 10.000 unterschiedliche Modelle erschaffen sowie mehrere Gebrauchsmuster, Muster und Warenzeichen angemeldet.
Der Erfolg des Unternehmens war eng verbunden mit Modelleuren und Bildhauern wie Sigismund Wernekinck, Otto Poertzel, Carl Brasch, Georg Mardersteig, R. Kopp, Franz Reißmann, Gustav Albrecht, Ernst Leutheuser, Hugo Patzert, A. Rügheimer u. a.
Der Produktionsschwerpunkt erweiterte sich in der zweiten Unternehmensphase auf „Spitzenfiguren, Schutzengel, Büsten, Schaukelfiguren, Amoretten, Heiligenfiguren, Leuchtfiguren und Parfümverdunster, Teepuppenköpfe, Nadelkissenköpfe, Blumenfiguren und Blumenschalen, Japanfiguren, Aschenschalen, Orientartikel, Mokkatassen, Zucker- und Eisschalen, Matébecher, Pfeifenmugs, Ostereier, Wandbilder, Tassen, Stiefel, Schuhe, Körbe, Vasen“, Uhren mit reichen Verzierungen, den bis in die Gegenwart in Sammlerkreisen hochgeschätzten Porzellanpuppen und Badefiguren und vielem mehr.

### Galluba & Hofmann nach 1929
Nach dem Tod von Alfred Teufel Ostern 1930 traten dessen beide Töchter in das Unternehmen ein, das mit geändertem Geschäftsbereich fortbestand. Die Vermietung der ehemaligen Fabrikgebäude zu Wohn- und fremdgewerblichen Zwecken war nun deren Hauptgeschäft. Nach dem mit 49 Jahren recht frühen Tod von Max Galluba im Oktober 1940 wurde das Unternehmen schließlich am 5. Mai 1941 aus dem Handelsregister gelöscht.
Erzeugnisse der Marke Galluba & Hofmann sind heutzutage rar und vor allem aus der Zeit zwischen 1895 und 1914 erhalten. Sie erzielen bei Sammlern entsprechend hohe Preise.
Gegenwärtig befinden sich ein Baustoffhandel und einige weitere Firmen auf dem ehemaligen Gelände der Porzellanfabrik. Es sind noch einige Werksgebäude sowie die ehemalige Villa der Familie Galluba in der Langewiesener Straße erhalten.